# Reducción del prepucio del clítoris
La reducción del prepucio del clítoris, también denominada hoodectomía del clítoris, descapuchamiento del clítoris, clitoridotomía,o hoodectomía (parcial), es un procedimiento de cirugía plástica (una forma de vulvoplastia) para reducir el tamaño y el área del prepucio del clítoris, con el fin de exponer aún más el glande del clítoris.
Por lo general, se realiza como una cirugía estética electiva destinada a mejorar la satisfacción sexual y cambiar la apariencia estética de la vulva.  La reducción del capuchón del clítoris generalmente se realiza junto con una labiaplastia que reduce los labios menores y ocasionalmente, dentro de una vaginoplastia.
Aunque encuestas a pacientes han indicado satisfacción con el resultado de tales procedimientos, el Colegio Estadounidense de Obstetras y Ginecólogos advirtió en 2007 que, para este tipo de cirugías vaginales, que no están médicamente indicadas, se debe informar a las mujeres sobre la falta de datos sobre su eficacia y posibles complicaciones después de la cirugía.

## Riesgos
Los nervios dorsales del clítoris viajan por encima del clítoris a lo largo del cuerpo clitorídeo. Algún tipo de lesión permanente de esos nervios puede ocurrir durante las reducciones del capuchón del clítoris.

## Procedimientos quirúrgicos

### Reducción del prepucio del clítoris durante una labioplastia

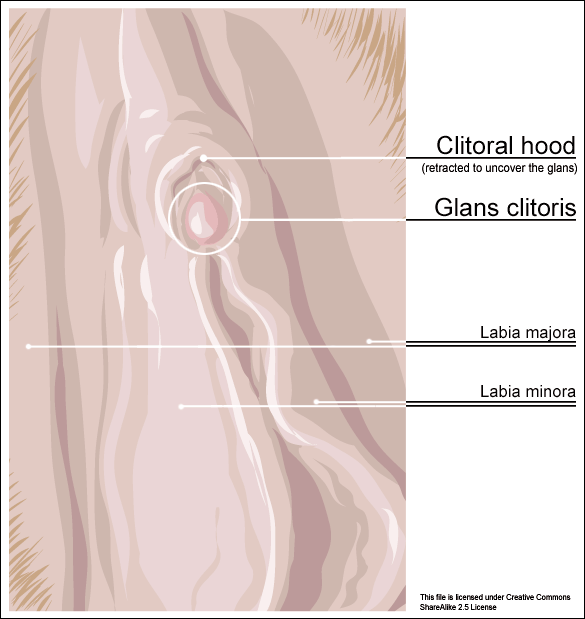
Pudendum femenino: La anatomía externa del complejo vulvo-vaginal, que indica el clítoris, el prepucio del clítoris, los labios mayores y los labios menores.

Los procedimientos de labioplastia ocasionalmente incluyen una reducción del prepucio del clítoris. Una técnica para reducir el capuchón del clítoris es la escisión bilateral (corte) de los tejidos del prepucio que cubren el glande del clítoris, con especial atención a mantener el glande en la línea media. Otra técnica corta (extirpa) los pliegues redundantes del tejido del prepucio clitorídeo, con incisiones paralelas al eje longitudinal del clítoris.

La reducción del prepucio del clítoris puede incluirse en la técnica de labioplastia por resección en cuña extendida, donde la extensión de las secciones de la cuña exterior se aplica para reducir los tejidos del prepucio del glande del clítoris. Sin embargo, ocasionalmente el exceso de piel del prepucio, en el centro del capuchón del clítoris, se elimina con incisiones separadas.
Los estudios han informado de una alta tasa de satisfacción de las pacientes con los cambios estéticos en el complejo vulvo-vaginal después de la labioplastia, y una baja tasa de incidencia de complicaciones médicas. El estudio Reducción Estética de Labios Menores y Capuchón del Clítoris usando Resección en Cuña Central Extendida (2008) reportó que de una cohorte de 407 mujeres, el 98 por ciento estaban satisfechas con los resultados de la reducción labial; que el puntaje promedio de satisfacción de las pacientes fue de 9.2 puntos en una escala de 10 puntos; que el 95 por ciento de las mujeres experimentaron una reducción en la incomodidad pudendal; que el 93 por ciento de las mujeres experimentaron una mejora en su autoestima; que el 71 por ciento experimentaron una mejora en su funcionamiento sexual; que el 0.6 por ciento (una mujer) reportó una disminución en el funcionamiento sexual; y que el 4.4 por ciento de las mujeres experimentaron complicaciones médicas. El estudio Expectativas y Experiencia de la Reducción Labial: Un Estudio Cualitativo (2007) reportó que las mujeres que se sometieron a labioplastia tenían grandes expectativas para la eliminación de la incomodidad y el dolor púbico, una mejora en la apariencia cosmética de la vulva, y una mejora en el funcionamiento sexual. La mayoría de las mujeres experimentaron una mejora en su autoestima; sin embargo, el estudio también reportó que el asesoramiento psicológico formal antes de la operación quirúrgica sobre qué esperar y qué no esperar de un procedimiento de reducción de labios menores y prepucio del clítoris podría servir mejor a la posible paciente, ayudándola a establecer expectativas realistas sobre su belleza genital y salud mental después de dicho procedimiento.

## Críticas
La hoodectomía parcial o total está clasificada por la Organización Mundial de la Salud como mutilación genital femenina (MGF) Tipo 1A. Sin embargo, algunos critican esta clasificación por ser "demasiado simplificada" y "culturalmente insensible". Argumentan que la hoodectomía no es diferente de la circuncisión masculina, que está legalmente permitida en la mayoría de los países, y que a menudo es menos invasiva en la práctica.
El Colegio Estadounidense de Obstetras y Ginecólogos (ACOG) publicó el Dictamen del Comité N.º 378: "Rejuvenecimiento" vaginal y procedimientos vaginales estéticos (2007), la declaración formal de política del colegio de oposición a las tergiversaciones comerciales de la labioplastia y los procedimientos vaginoplásticos asociados, como "prácticas quirúrgicas aceptadas y rutinarias". El ACOG duda de la seguridad médica y la eficacia terapéutica de las técnicas y los procedimientos quirúrgicos para realizar operaciones de vaginoplastia, como la labioplastia, el rejuvenecimiento vaginal, la vagina de diseño, la revirginización y la amplificación del punto G, y recomienda que las mujeres que busquen tales cirugías genitoplásticas estén plenamente informadas, con las estadísticas de seguridad quirúrgica disponibles, de los riesgos potenciales para la salud de la infección de la herida quirúrgica, del daño al nervio pudendo (que resulta en una vulva insensible o hipersensible), de la dispareunia (coito doloroso), de las adherencias tisulares (quistes epidermoides) y de las cicatrices dolorosas.